# .இலங்கை
 (DNS名稱為".xn--xkc2al3hye2a")是斯里蘭卡的淡米爾語國際化國家及地區頂級域。
而斯里蘭卡的傳統國家及地區頂級域是.lk。